# Juan Alonzo
Juan Alberto Alonzo López (1911 - data da morte desconhecida) foi um futebolista cubano que atuava como atacante.

## Carreira
Alonzo jogava no Fortuna Havana[carece de fontes?] quando foi convocado para a Seleção Cubana de Futebol que jogou a Copa do Mundo FIFA de 1938, chegou a jogar a partida contra a Suécia, na qual Cuba foi eliminada após ser derrotada por 8x0.

## Ligações Externas
- Perfil em Fifa.com (em inglês)